# Blackrock (Virginie)
Pour les articles homonymes, voir Blackrock.
Blackrock est un sommet des montagnes Blue Ridge, aux États-Unis. Il culmine à 945 mètres d'altitude dans les comtés d'Albemarle et Rockingham, en Virginie. Il est protégé au sein du parc national de Shenandoah. On y accède par un court sentier de randonnée depuis un parc de stationnement de la Skyline Drive, en fait une section du sentier des Appalaches.